# Pampus

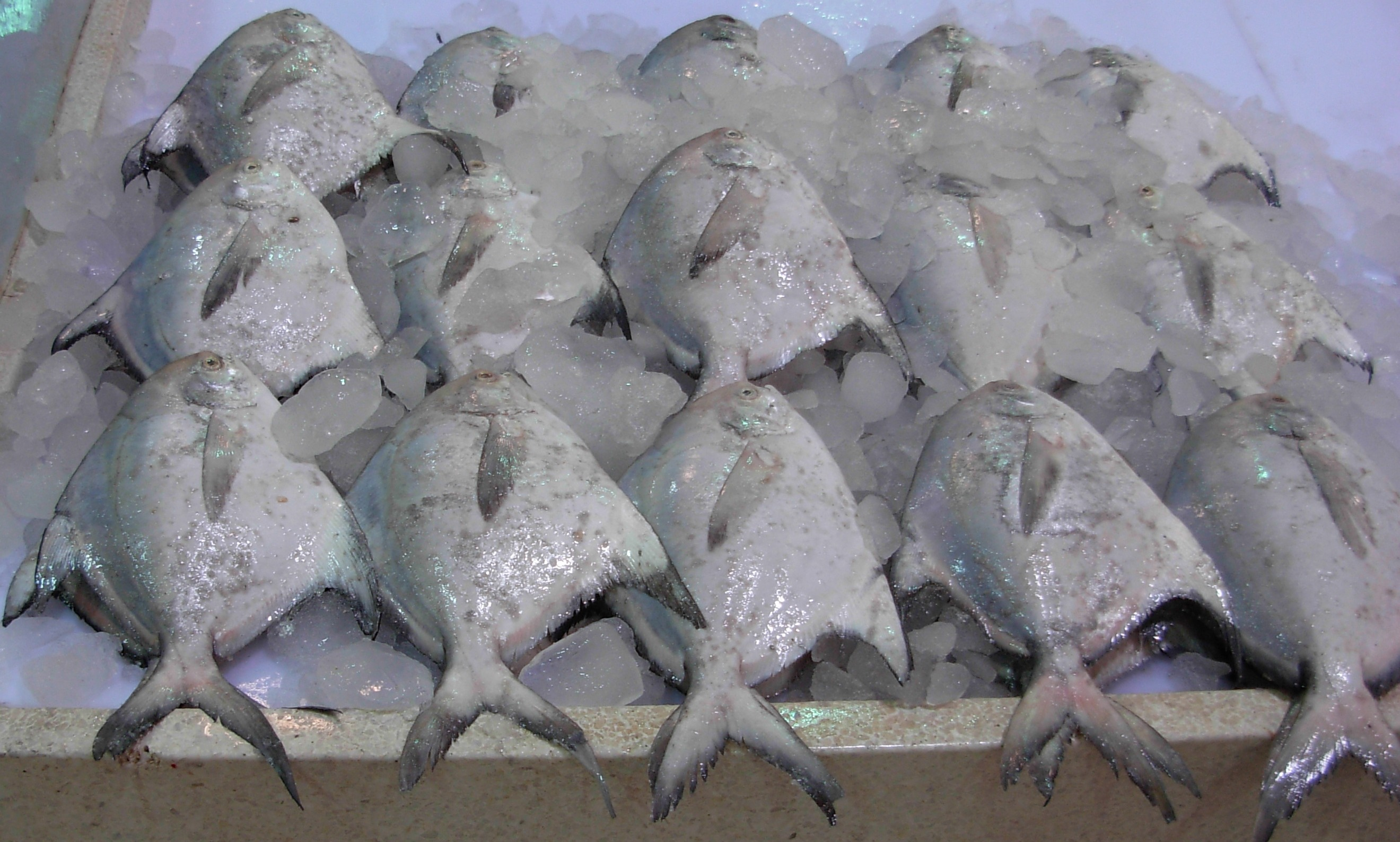
Pampus argenteus

Pampus és un gènere de peixos marins pertanyent a la família dels estromatèids i a l'ordre dels perciformes.

## Distribució geogràfica
Es troba a la conca Indo-Pacífica: des del golf Pèrsic fins a Indonèsia, el mar del Japó i Hokkaido -el Japó-, incloent-hi l'Aràbia Saudita, Bahrain, els Emirats Àrabs Units, Qatar, Kuwait, Oman, el golf d'Oman, el mar d'Aràbia, l'Iraq, l'Iran, el Pakistan, l'Índia -com ara, les illes Andaman-, el golf de Bengala, la mar d'Andaman, Sri Lanka, Bangladesh, Myanmar, Cambodja, el golf de Siam, Tailàndia, el Vietnam, la Xina -com ara, Fujian i Hong Kong-, el mar de la Xina Oriental, el mar de la Xina Meridional, Taiwan -com ara, les illes Pescadors-, la mar Groga, la península de Corea, Malàisia, Singapur, les illes Spratly i les illes Filipines -com ara, la mar de Sulu i el golf de Ragay-, tot i que també n'hi ha registres a l'Atlàntic nord-oriental, la mar Adriàtica i les illes Hawaii.

## Cladograma
| Pampus (Bonaparte, 1834) | \| \| Pampus argenteus (Euphrasen, 1788)[47] \| \| \| \| \| \| Pampus chinensis (Euphrasen, 1788)[47] \| \| \| \| \| \| Pampus echinogaster (Basilewsky, 1855)[48] \| \| \| \| \| \| Pampus minor (Liu & Li, 1998)[29] \| \| \| \| \| \| Pampus punctatissimus (Temminck & Schlegel, 1845)[49][50][51][52][53][54][55][56][57][58][59] \| \| \| \| |
|                          | \| \| Pampus argenteus (Euphrasen, 1788)[47] \| \| \| \| \| \| Pampus chinensis (Euphrasen, 1788)[47] \| \| \| \| \| \| Pampus echinogaster (Basilewsky, 1855)[48] \| \| \| \| \| \| Pampus minor (Liu & Li, 1998)[29] \| \| \| \| \| \| Pampus punctatissimus (Temminck & Schlegel, 1845)[49][50][51][52][53][54][55][56][57][58][59] \| \| \| \| |
|                          | Peprilus |
|                          | |
|                          | Stromateus |
|                          | |
|                          | Pampus argenteus (Euphrasen, 1788) |
|                          | |
|                          | Pampus chinensis (Euphrasen, 1788) |
|                          | |
|                          | Pampus echinogaster (Basilewsky, 1855) |
|                          | |
|                          | Pampus minor (Liu & Li, 1998) |
|                          | |
|                          | Pampus punctatissimus (Temminck & Schlegel, 1845) |
|                          | |

|  | Pampus argenteus (Euphrasen, 1788)                |
|  |                                                   |
|  | Pampus chinensis (Euphrasen, 1788)                |
|  |                                                   |
|  | Pampus echinogaster (Basilewsky, 1855)            |
|  |                                                   |
|  | Pampus minor (Liu & Li, 1998)                     |
|  |                                                   |
|  | Pampus punctatissimus (Temminck & Schlegel, 1845) |
|  |                                                   |